# Bujoreni (gmina w okręgu Vâlcea)
Bujoreni – gmina w Rumunii, w okręgu Vâlcea. Obejmuje miejscowości Bogdănești, Bujoreni, Gura Văii, Lunca, Malu Alb, Malu Vârtop i Olteni. W 2011 roku liczyła 4410 mieszkańców.